# Duets: Re-working the Catalogue
Duets: Re-working the Catalogue es el trigésimo quinto álbum de estudio del músico norirlandés Van Morrison, publicado por la compañía discográfica RCA Records en marzo de 2015. Producido por el propio Morrison junto a Don Was y Bob Rock, el álbum incluyó canciones anteriormente grabadas por el músico y regrabadas junto a artistas invitados de la talla de Bobby Womack, Steve Winwood, Mark Knopfler, Taj Mahal, Mavis Staples, Michael Bublé, Natalie Cole, George Benson, Gregory Porter, Clare Teal, P.J. Proby, Joss Stone, Georgie Fame, Mick Hucknall, Chris Farlowe y la hija de Morrison, Shana.
Duets: Re-working the Catalogue debutó en el puesto veintitrés de la lista estadounidense Billboard 200 y en la segunda posición de la lista Top Rock Albums, vendiendo 21 000 copias durante su primera semana a la venta. A fecha de agosto de 2015, el álbum ha vendido más de 63 000 copias en los Estados Unidos. En el Reino Unido, el álbum llegó al puesto cinco de la lista UK Albums Chart, la mejor posición para un trabajo musical de Morrison desde el lanzamiento de Magic Time.

## Lista de canciones
Todas las canciones escritas y compuestas por Van Morrison. 
| N.º | Título                            | Colaborador(a) | Duración |  |
| 1.  | «Some Peace of Mind»              | Bobby Womack   | 5:14     |  |
| 2.  | «If I Ever Needed Someone»        | Mavis Staples  | 3:49     |  |
| 3.  | «Higher Than the World»           | George Benson  | 3:49     |  |
| 4.  | «Wild Honey»                      | Joss Stone     | 6:22     |  |
| 5.  | «Whatever Happened to P.J. Proby» | P.J. Proby     | 3:42     |  |
| 6.  | «Carrying A Torch»                | Clare Teal     | 4:53     |  |
| 7.  | «The Eternal Kansas City»         | Gregory Porter | 4:11     |  |
| 8.  | «Streets of Arklow»               | Mick Hucknall  | 4:57     |  |
| 9.  | «These Are the Days»              | Natalie Cole   | 3:51     |  |
| 10. | «Get On With The Show»            | Georgie Fame   | 4:42     |  |
| 11. | «Rough God Goes Riding»           | Shana Morrison | 4:24     |  |
| 12. | «Fire in the Belly»               | Steve Winwood  | 6:40     |  |
| 13. | «Born to Sing»                    | Chris Farlowe  | 3:59     |  |
| 14. | «Irish Heartbeat»                 | Mark Knopfler  | 5:15     |  |
| 15. | «Real Real Gone»                  | Michael Bublé  | 4:00     |  |
| 16. | «How Can A Poor Boy?»             | Taj Mahal      | 6:33     |  |

## Posición en listas
| País (2015)                            | Posición |
| -------------------------------------- | -------- |
| Alemania (Media Control Charts)        | 11       |
| Australia (ARIA)                       | 10       |
| Austria (Ö3 Austria)                   | 12       |
| Bélgica (Ultratop flamenca)            | 20       |
| Bélgica (Ultratop valona)              | 101      |
| Canadá (Billboard Canadian Albums)     | 13       |
| Dinamarca (Hitlisten)                  | 8        |
| España (PROMUSICAE)                    | 4        |
| Estados Unidos (Billboard 200)         | 23       |
| Estados Unidos (Digital Albums)        | 17       |
| Estados Unidos (Top Rock Albums)       | 2        |
| Estados Unidos (Top Tastemaker Albums) | 6        |
| Irlanda (IRMA)                         | 7        |
| Italia (FIMI)                          | 19       |
| Nueva Zelanda (Recorded Music NZ)      | 2        |
| Noruega (VG-lista)                     | 8        |
| Países Bajos (Album Top 100)           | 3        |
| Portugal (AFP)                         | 15       |
| Reino Unido (UK Albums Chart)          | 5        |
| Suecia (Sverigetopplistan)             | 33       |
| Suiza (Schweizer Hitparade)            | 14       |